# João Dourado
João Dourado là một đô thị thuộc bang Bahia, Brasil. Đô thị này có diện tích 984,019 km², dân số năm 2007 là 18361 người, mật độ 18,66 người/km².